# 天寿庵 (北京西城)
天寿庵是位于中国北京市西城区龙头井街42号的一座汉传佛教寺院。

## 历史
天寿庵建于清朝同治年间。供奉释迦牟尼、关帝、观音、西方三圣。现在该庵为民居。

## 建筑
该庵坐北朝南，自南向北依次为：
- 山门：山门石额上题有“古刹天寿庵”
- 前殿：三间
  - 东、西配殿：各三间
- 后殿：三间，带左右耳房各二间。
  - 东、西配殿：各三间。